# Autódromo Hermanos Rodríguez
Autódromo Hermanos Rodríguez är en permanent racerbana belägen i nordöstra Mexico City i Mexiko. Banan används för Formel 1, men kommer under 2016 även användas för bland annat  Sportvagns-VM och Formel E.

## Historik
Autódromo Hermanos Rodríguez byggdes i en park 1962. Säsongen 1962 kördes ett grand prix utanför mästerskapet och därefter kördes formel 1 1963-1970 och 1986-1992. 
I det sista och mästerskapsavgörande loppet i Mexiko 1964 kom John Surtees tvåa och vann därmed förarmästerskapet 1964 och blev då den förste att bli världsmästare i både motorcykel- och bilsport. 
Banan förklarades för farlig efter 1970 och var stängd i femton år, innan den åter öppnandes för formel 1. Efter Mexikos Grand Prix 1992 utgick banan från F1-kalendern, men har bland annat arrangerat Champ Car och NASCAR Busch Series.
Under 2015 återkom banan som arrangör för Mexikos Grand Prix.

## F1-vinnare
| Säsong      | Förare           | Tillverkare      |                |
| ----------- | ---------------- | ---------------- | -------------- |
| 2024        | Carlos Sainz Jr. | Ferrari          |                |
| 2023        | Max Verstappen   | Red Bull         |                |
| 2022        | Max Verstappen   | Red Bull         |                |
| 2021        | Max Verstappen   | Red Bull         |                |
| 2020        | Ingen tävling    | Ingen tävling    | Ingen tävling  |
| 2019        | Lewis Hamilton   | Mercedes         |                |
| 2018        | Max Verstappen   | Red Bull         |                |
| 2017        | Max Verstappen   | Red Bull         |                |
| 2016        | Lewis Hamilton   | Mercedes         |                |
| 2015        | Nico Rosberg     | Mercedes         |                |
| 1993 - 2014 | Inga tävlingar   | Inga tävlingar   | Inga tävlingar |
| 1992        | Nigel Mansell    | Williams-Renault |                |
| 1991        | Riccardo Patrese | Williams-Renault |                |
| 1990        | Alain Prost      | Ferrari          |                |
| 1989        | Ayrton Senna     | McLaren-Honda    |                |
| 1988        | Alain Prost      | McLaren-Honda    |                |
| 1987        | Nigel Mansell    | Williams-Honda   |                |
| 1986        | Gerhard Berger   | Benetton-BMW     |                |
| 1971 - 1985 | Inga tävlingar   | Inga tävlingar   | Inga tävlingar |
| 1970        | Jacky Ickx       | Ferrari          |                |
| 1969        | Denny Hulme      | McLaren-Ford     |                |
| 1968        | Graham Hill      | Lotus-Ford       |                |
| 1967        | Jim Clark        | Lotus-Ford       |                |
| 1966        | John Surtees     | Cooper-Maserati  |                |
| 1965        | Richie Ginther   | Honda            |                |
| 1964        | Dan Gurney       | Brabham-Climax   |                |
| 1963        | Jim Clark        | Lotus-Climax     |                |
| 1962        | Trevor Taylor    | Lotus-Climax     |                |